# Martin Chalfie
Martin Chalfie (* 15. ledna 1947) je americký biolog.
Působí jako profesor neurobiologie na Columbia University.

## Nobelova cena
Martin Chalfie se stal spoludržitelem Nobelovy ceny za chemii za rok 2008 „za objev a výzkum zeleného fluorescenčního proteinu“ (GFP).
Jeho podíl na objevu spočívá zejména v tom, že zjistil, jak navázat GFP na jiné proteiny a sledovat tak jeho cestu organismem a jeho případné přeměny.